# Sabrina Esposito
Sabrina Esposito (22 de octubre de 1985) es una deportista italiana que compitió en lucha libre. Ganó una medalla de plata en el Campeonato Europeo de Lucha de 2004, en la categoría de 59 kg.

## Palmarés internacional
| Campeonato Europeo | Campeonato Europeo | Campeonato Europeo | Campeonato Europeo |
| Año                | Lugar              | Medalla            | Categoría          |
| ------------------ | ------------------ | ------------------ | ------------------ |
| 2004               | Haparanda (Suecia) | Medalla de plata   | 59 kg              |